# Jarosław Smak
Jarosław Smak, ps. "Smok" – polski gitarzysta punkrockowy oraz producent.
Jeden z założycieli zespołu Post Regiment – jednej z polskich grup punkowych lat 90. Jednocześnie muzyk grupy Falarek Band oraz producent muzyczny, związany początkowo ze studiem Złota Skała. Produkował nagrania m.in. zespołów Dezerter, Alians, Świat Czarownic, Włochaty, Fate, Garbate Aniołki.
Działał w duecie z byłym wokalistą zespołu Tragedia Amoniakiem pod szyldem PESD. W 2006 roku ukazała się ich debiutancka płyta, pt. Politikårepoizonëkurvæ.
Od 2006 roku wraz z Mariuszem "Dziurą" Dziurawcem prowadzi Studio As One w Warszawie, gdzie pracuje jako realizator i producent muzyczny.